# Galles meridionale
Il Galles meridionale (in inglese: South Wales, in gallese: De Cymru, in francese antico: Suhtwales), confinante con l'Inghilterra e il Canale di Bristol, è la regione più popolosa del Galles, comprendente la capitale Cardiff e le città gallesi più importanti, come Swansea e Newport.

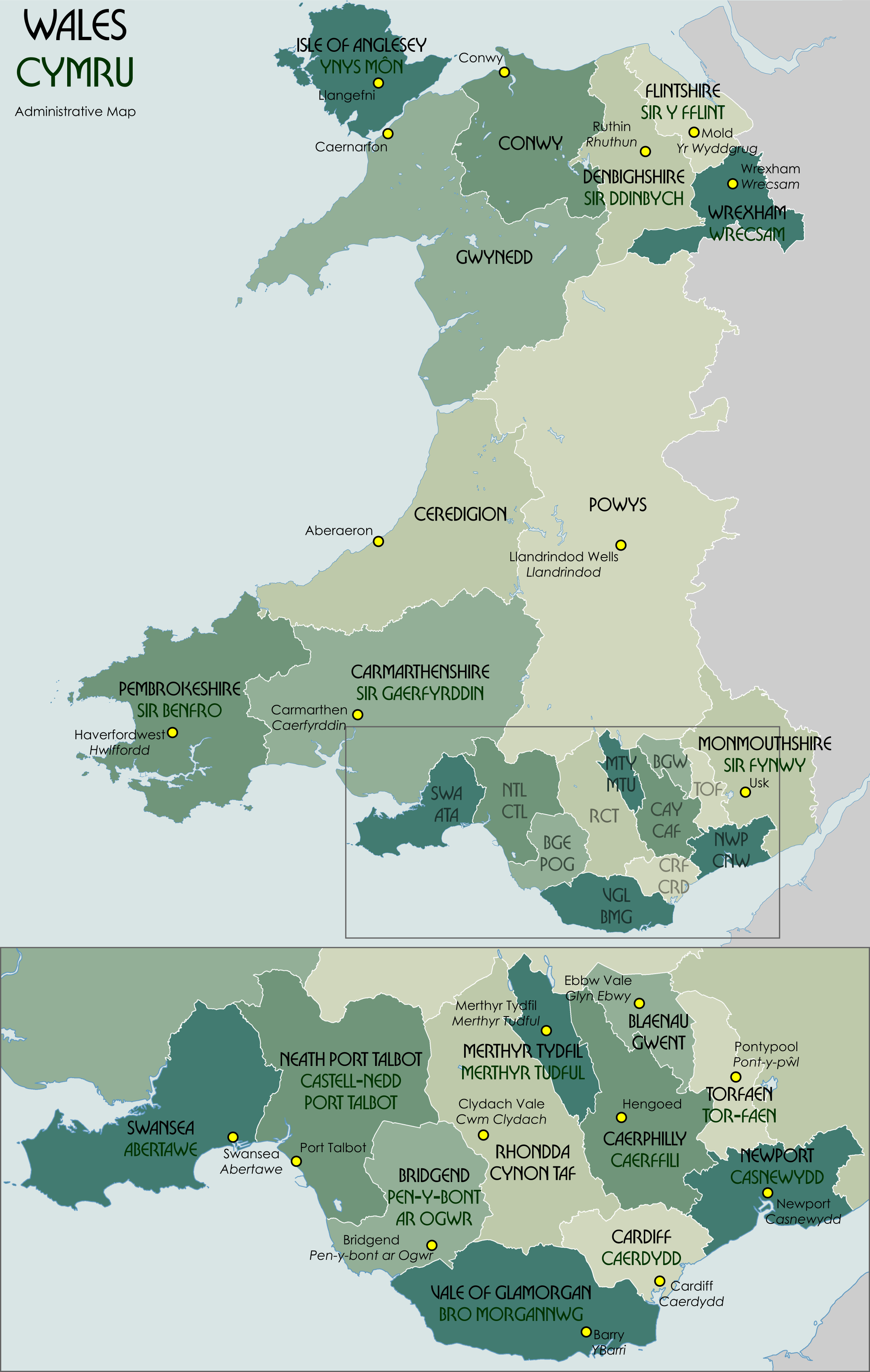

| Contea preservata  | Consigli Locali                                        | Area (km²) | Popolazione |
| ------------------ | ------------------------------------------------------ | ---------- | ----------- |
| Gwent              | Blaenau Gwent Caerphilly Monmouthshire Newport Torfaen | 1.553      | 560.500     |
| Mid Glamorgan      | Bridgend Merthyr Tydfil Rhondda Cynon Taf              | 781        | 423.200     |
| South Glamorgan    | Cardiff Vale of Glamorgan                              | 475        | 445.000     |
| West Glamorgan     | Neath Port Talbot Swansea                              | 820        | 365.500     |
| Galles meridionale | South Wales (De Cymru)                                 | 3.629      | 1.794.200   |